# République socialiste soviétique autonome tchouvache
1925–1992
Entités précédentes :
- Oblast autonome tchouvache (RSFSR)

Entités suivantes :
- République de Tchouvachie (fédération de Russie)

La République socialiste soviétique autonome tchouvache est une république socialiste soviétique autonome de la république socialiste fédérative soviétique de Russie, au sein de l'URSS. Sa capitale était la ville de Tcheboksary.

## Géographie
La république couvrait environ 18 000 km2 le long de la rive orientale de la Volga, une soixantaine de kilomètres à l'ouest de la rivière Kama, et quelque 700 km à l'est de Moscou. 

## Histoire
La RSSA tchouvache a été formée en 1925. Elle s'est déclarée souveraine au sein de l'Union soviétique en 1990. 

## Économie
Les principales activités économiques sont l'agriculture, la production de céréales et de fruits et l'exploitation forestière. 